# Xinguara
Xinguara es un municipio del estado de Pará en la región Norte de Brasil.

## Transporte
La localidad es atendida por el Aeropuerto Municipal de Xinguara (IATA: XIG).